# Misanthropie

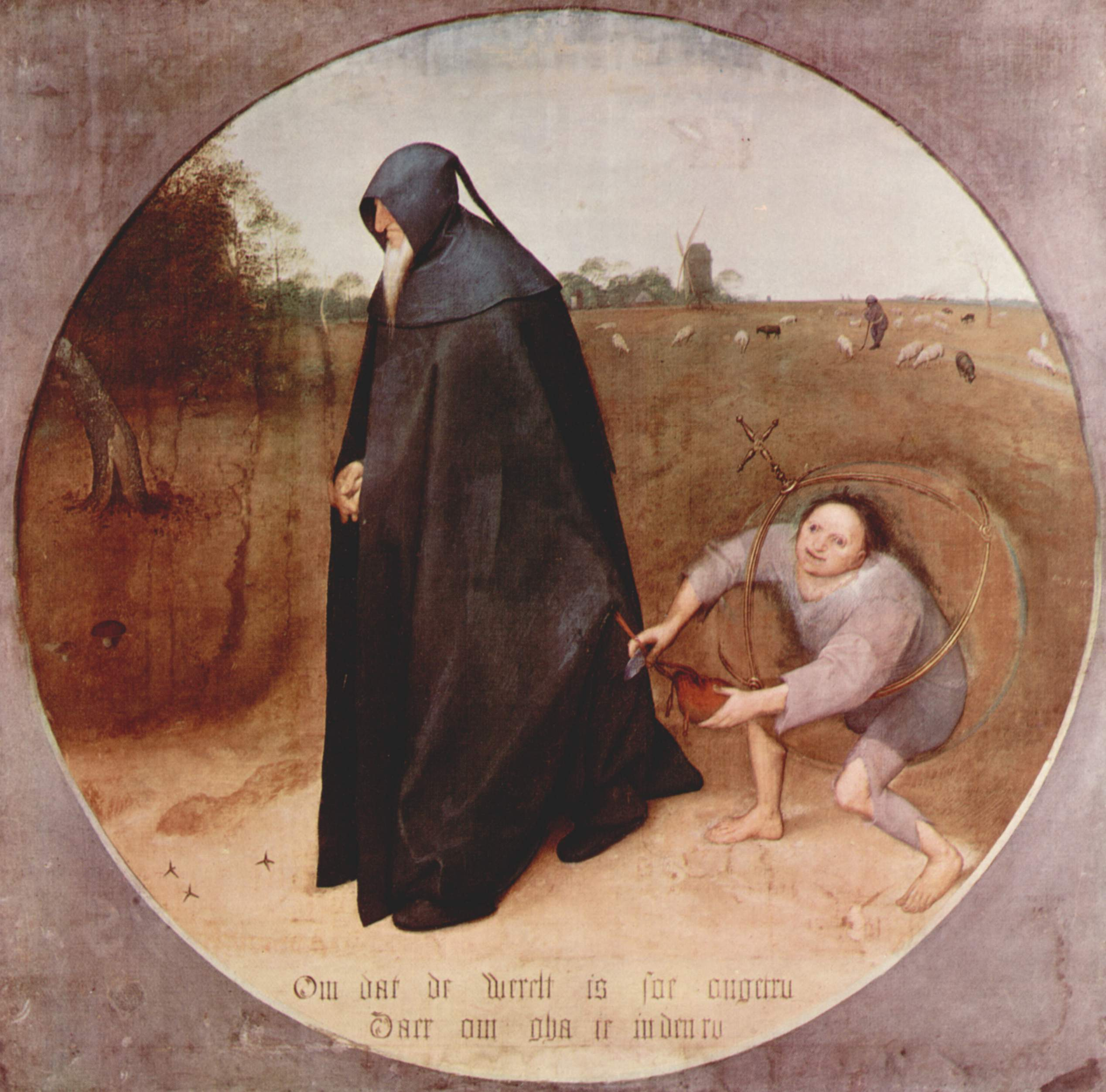
Der Misanthrop (Gemälde von Pieter Brueghel dem Älteren, um 1568)

Misanthropie (von altgriechisch μισεῖν miseín „hassen, ablehnen“ und ἄνθρωπος ánthrōpos „Mensch“), Menschenhass oder Menschenfeindlichkeit ist die Sichtweise einer Person, die Menschen hasst oder deren Nähe ablehnt. Eine solche Person wird Misanthrop, Menschenhasser, Menschenfeind oder Menschenverächter genannt.

## Begriffliche Abgrenzung
Misanthropie charakterisiert eine Geisteshaltung, keine Handlungsweise. Ein Misanthrop muss weder gewalttätig, aggressiv noch arrogant sein, altruistisches Handeln ist bei ihm nicht ausgeschlossen. Bei extremen Fällen von Abscheu dem Menschen gegenüber sondert sich der Misanthrop ab und führt ein Einsiedlerdasein. Diese selbst gewählte Isolation ist von pathologischer Menschenscheu zu unterscheiden, bei der trotz des Wunsches danach keine Nähe zur umgebenden menschlichen Gemeinschaft erreicht werden kann.

## Philosophie
Immanuel Kant verurteilte in seiner Allgemeinen Anmerkung zur Exposition der ästhetischen reflektierenden Urteile die Misanthropie: 

„Dagegen ist Menschen zu fliehen, aus Misanthropie, weil man sie anfeindet, oder aus Anthropophobie (Menschenscheu), weil man sie als seine Feinde fürchtet, teils hässlich, teils verächtlich.“

Arthur Schopenhauer äußerte sich häufiger in misanthropischer Weise, etwa im Stachelschwein-Gleichnis:

„So treibt das Bedürfnis der Gesellschaft, aus der Leere und Monotonie des eigenen Innern entsprungen, die Menschen zueinander; aber ihre vielen widerwärtigen Eigenschaften und unerträglichen Fehler stoßen sie wieder voneinander ab.“

## Kunst

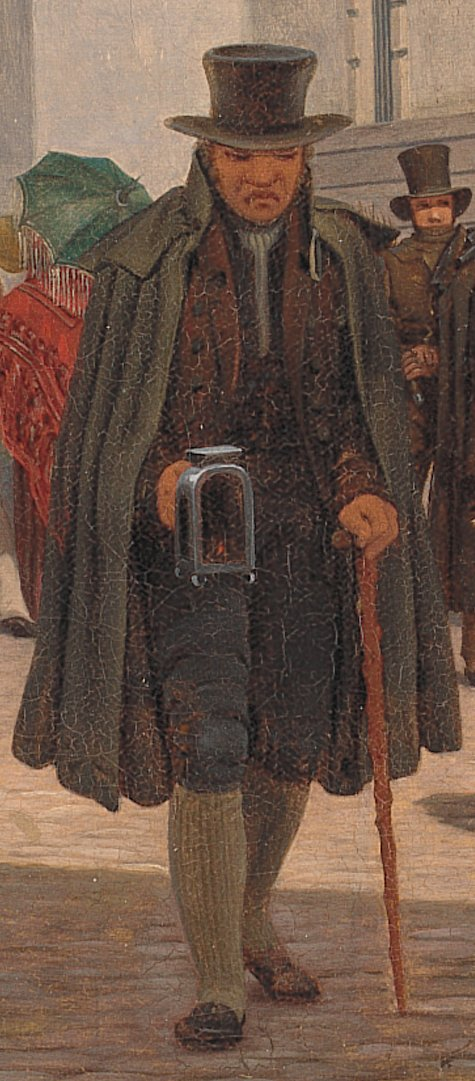
Der Misanthrop. Martinus Rørbye.

In der Literatur wurde Misanthropie unter anderem von den Dramatikern Menandros (Dyskolos, deutsch Der Griesgram oder Der Menschenfeind), Shakespeare (Timon of Athens, deutsch Timon von Athen), Molière (Le Misanthrope, deutsch Der Menschenfeind) und Schiller (Der versöhnte Menschenfeind) behandelt, ebenso etwa von dem Satiriker Lukian von Samosata (Timon). Auch die ersten Romane Thomas Bernhards, vor allem Frost und Verstörung, sind in ihren Grundzügen und Betrachtungen der Umwelt tief misanthropisch. Der norwegische Autor Matias Faldbakken veröffentlichte mit seinen Werken Cocka Hola Company, Macht und Rebel und Unfun seine Skandinavische Misantrophie-Trilogie.